# Wehrliola
Wehrliola là một chi bướm đêm thuộc họ Geometridae.